# 吕国范
吕国范（1968年7月—），男，汉族，河南内乡人，中华人民共和国政治人物。现任河南省科学技术协会主席。第十四届全国政协委员、河南省副省長。。